# Can Capdaigua
Can Capdaigua és una masia gòtica de Vilademuls (Pla de l'Estany) inclosa a l'Inventari del Patrimoni Arquitectònic de Catalunya.

## Descripció
Mas de planta rectangular que consta de dues plantes, amb coberta a dues aigües, ampliada per la banda septentrional al segle xviii. La façana principal està orientada cap a l'est. És una construcció d'escàs valor arquitectònic i en mal estat, en la qual es troba una finestra gòtica amb la llinda molt treballada i esculpida. El dibuix que apareix gravat a la pedra està format per dos peixos, simètricament disposats: el de la dreta està envoltat per dos flors i el de l'esquerra per una branca d'olivera. La llinda descansa sobre suports laterals de la mateixa pedra treballada encastats al mur i que també estan esculpits formant una motllura rematada superiorment per una petita cornisa. Sota aquesta hi ha gravats, a la dreta d'un element vegetal i a l'esquerra d'una au.

## Història
Segons diu el llibre de J. Mª Coromines i J. Marqués, la finestra de la casa anomenada Vilert de Plaça presenta una sèrie d'emblemes d'aspecte heràldic. Des del segle xiv, la família propietària, que es creu procedent del poble de Vilert, es va dividir en dos branques, anomenades Vilert de Plaça i Vilert d'Amont. La primera, per matrimoni, es va unir a la casa Gustà de Bàscara. Als seus propietaris pertany aquesta casa actualment.